# 乌什堡
乌什堡（法語：La Ferté-en-Ouche，法語發音：[la fɛʁte ɑ̃.n‿uʃ]）是法国奥恩省的一个市镇，位于该省东北部，属于阿让唐区。

## 地名
“乌什”（Ouche）是法国诺曼底的一个传统地区，涵盖了奧恩省东北部和厄尔省西南部；“堡”（La Ferté）来自原市镇弗雷内勒堡（La Ferté-Frênel），其为乌什堡的主体。

## 历史
乌什堡成立于2016年1月1日，由以下10个市镇合并而成：
- 昂桑
- 博康塞（Bocquencé）
- 库万
- 弗雷内勒堡（La Ferté-Frênel）
- 戈维尔（Gauville）
- 格洛拉费里耶尔（Glos-la-Ferrière）
- 厄贡
- 莫奈
- 圣尼古拉德莱捷（Saint-Nicolas-des-Laitiers）
- 乌什地区维莱（Villers-en-Ouche）

其中弗雷内勒堡为政府驻地。

## 地理
乌什堡（48°50'30"N, 0°30'39"E）面积131.69 平方千米，位于法国诺曼底大区奧恩省，该省份为法国西北部内陆省份，北起顺时针与卡爾瓦多斯省、厄尔省、厄尔-卢瓦省、萨尔特省、马耶讷省和芒什省接壤。
与乌什堡接壤的市镇（或旧市镇、城区）包括：韦尔讷斯、拉贡夫里耶尔、圣洛朗迪唐斯芒、阿梅勒圣母村、梅尼勒鲁塞、拉艾圣西尔韦斯特、尚博尔、瑞涅特、圣尼古拉德索迈尔、圣桑福里安-德布吕耶尔、博费、圣埃夫鲁树林圣母村、图凯特、勒萨普安德烈、肖蒙、欧日地区萨普、圣日耳曼多奈。
乌什堡的时区为UTC+01:00、UTC+02:00（夏令时）。

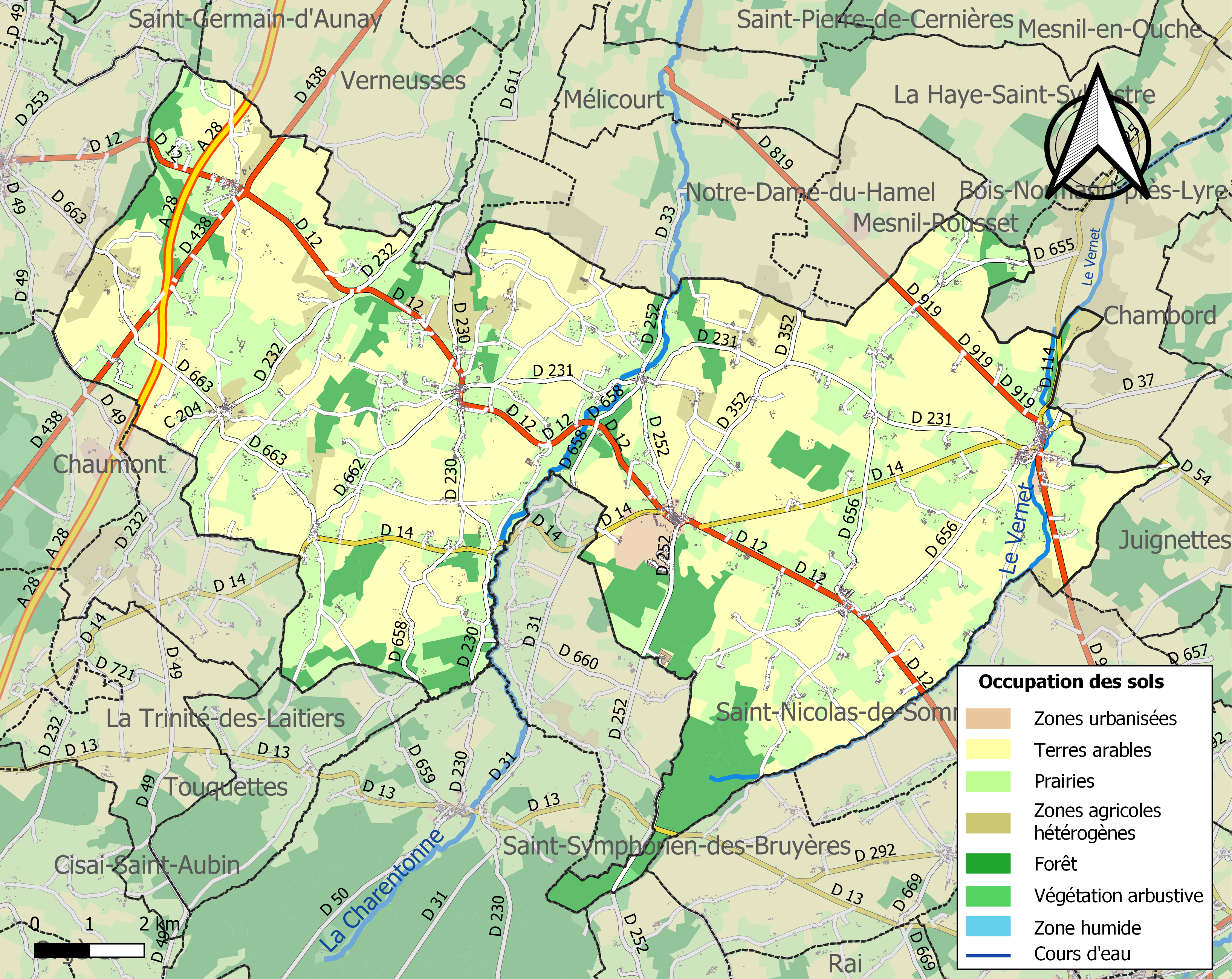
乌什堡的OSM定位图

## 行政
乌什堡的邮政编码为，INSEE市镇编码为61167。

## 政治
乌什堡所属的省级选区为赖村县。

## 人口
乌什堡于2022年1月1日时的人口数量为2960人。